# ولایت لغمان
ولایت لَغمان یکی از ۳۴ ولایت‌ افغانستان در شرق این کشور به مرکزیت شهر مهترلام است. لغمان سی‌و‌دومین ولایت پهناور و بیست و هفتمین ولایت پرجمعیت افغانستان است. پهناوری آن ۳۸۴۲ کیلومتر مربع و جمعیت آن نیم ملیون نفر است. از شمال به ولایت نورستان و پنجشیر، از شرق به کنر، از جنوب به ننگرهار و از غرب به کاپیسا و کابل محدود است. ساکنان آن بر علاوه زبان‌ پشتو به زبان پشه‌ای و دری نیز مسلط هستند. میانگین ارتفاع آن ۷۷۲ متر و بلندترین نقطه آن کوه فرنگال با ۴۷۹۵ متر بلندی است. لغمان از ولایت‌های سرسبز و خوش آب و هوای افغانستان است که دره‌های حاصلخیز آن توسط رودهای علیشنگ و علینگار و کابل آبیاری می‌شود.
لغمان محل تحقیقات دانمشند معروف، ابوریحان بیرونی در زمان سلطنت غزنویان بوده‌است. بیرونی خورشیدگرفتگی ذیقعده ۴۰۹ ه‍.ق را در لمغان (بین قندهار و کابل) رصد کرد و آخرین این ارصاد، رصد انقلاب تابستانی ۴۱۲ ه‍.ق بود. این ولایت به لحاظ قرار گرفتن در مسیر هندوستان، حائز اهمیت استراتژیک برای لشکریان سلطان محمود غزنوی، سلطان شهاب‌الدین غوری و احمدشاه درانی بوده است.
بزرگترین ولسوالی ولایت لغمان قرغه ای می باشد. که بیشترین زمین های زراعتی را این ولسوالی دارا می باشد.

## پیشینه

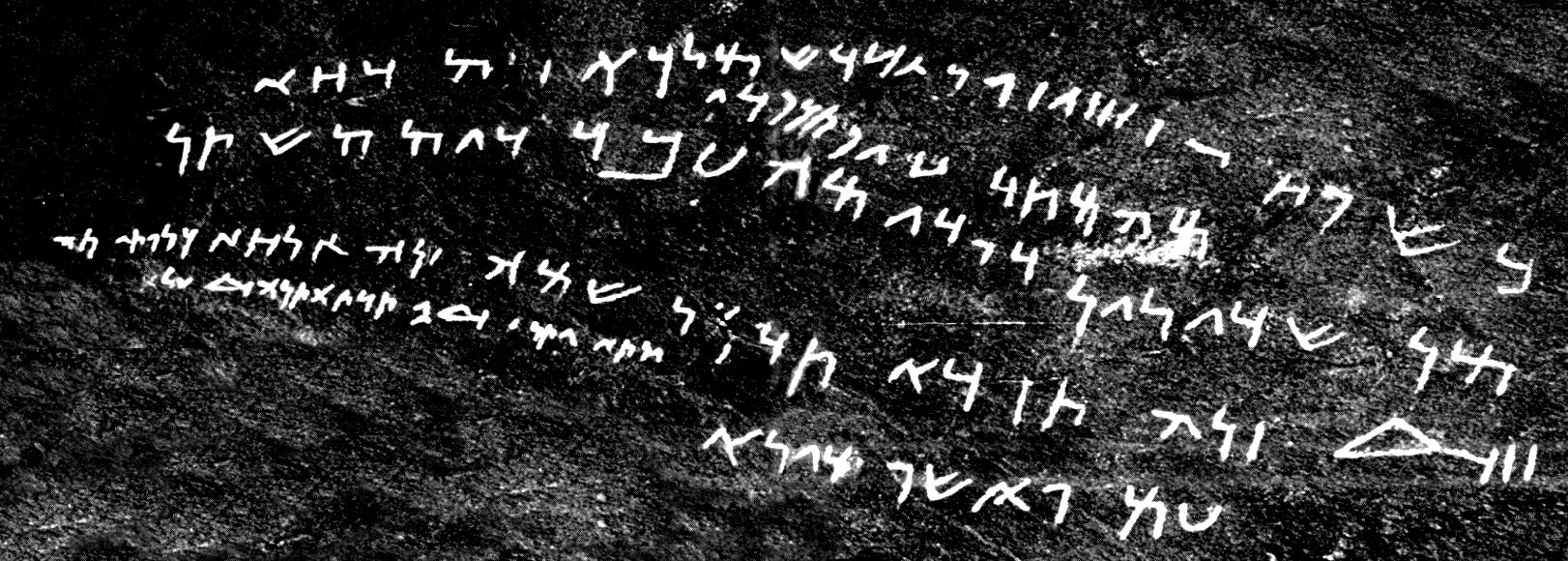
کتیبه آرامی لغمان کتیبه ای است بر روی یک تخته سنگ در ولایت لغمان افغانستان که توسط اشوکا امپراتور هند در سال ۲۶۰ قبل از میلاد به زبان آرامی نوشته شده و اغلب به عنوان یکی از احکام صغیر سنگی آشوکا طبقه‌بندی می‌شود.

پس از تغییرات در تقسیمات کشوری در افغانستان در سال ۱۹۶۴، ولایت لغمان نیز در همان سال در ناحیهٔ لغمانات تشکیل شد و مرکز آن شهر مهترلام مقرر گردید.

## مردم
جمعیت این ولایت ۴۰۳٫۵۰۰ نفر در سال ۲۰۰۹ برآورد شده‌است که بر پایهٔ منابعی پشتون ها ۵۰٪، پشه ای ها ۳۰٪ تاجیک ها و نورستانی‌ها نیز ۲۰٪ از باشندگان بومی این ولایت محسوب می‌گردند. تاجیک‌های لغمان به لهجهٔ خاص خود دری صحبت می‌کنند که اکثراً قوم تاجیک در دره فراشغان زنده می کنند
دری زبان‌های ولایت لغمان عمدتاً از حروف که در زبان و ادبیات دری وجود ندارد استفاده می‌کنند.
اکثریت مردم ولایت لغمان به زبان پشتو صحبت می کنند.
همچنان به ترتیب زبان های پشه ای، دری، نورستانی وغیره در این ولایت نیز صحبت می شود.

پشتوهای این منطقه از قبیلهٔ غلزایی هستند. براساس برآورد سال ۲۰۰۸ تنها ۴ هزار نفر از جمعیت ۳۷۸ هزار نفری این ولایت در شهرها زندگی می‌کنند. اغلب مردمان لغمان سنی‌مذهب هستند.

## اقتصاد
هر نوع میوه در این ولایت قابل کشت است گندم، برنج، ذرت، سبزیجات، حبوبات، و پنبه محصولات کشاورزی اصلی این منطقه است. بیشتر پشه‌ای‌ها به کار دامداری و تجارت پوست و چرم مشغولند.
- برنج

براساس سروی مشترک وزارت زراعت و ادارهٔ ملی احصاییه، لغمان با تولید سالانه ۱۵ هزار تُن برنج در جایگاه هشتم تولید برنج افغانستان قرار دارد.
- لیمو

بر اساس آمار ریاست زراعت لغمان، ولایت لغمان در مجموع ۴۳ هکتار باغ لیمو دارد و در سال ۱۳۹۹ ۵۴ جریب باغ جدید لیمو احداث کرده‌است که ۲۱۵ تن لیمو از آنها برداشت شده‌است. لیمو بازار خوب دارد و هر سیر (هفت کیلو) لیمو را در بازارهای داخلی در بدل ۴۰۰ افغانی فروخته می‌شود.

## آموزش
۳۱٪ مردم باسواد هستند و ۴۲ درصد به برق دسترسی دارند. یک بیمارستان، حدود ۴۲ درمانگاه و ۱٬۵۳۷ مسجد در این ولایت فعالیت دارند.

## تقسیمات اداری

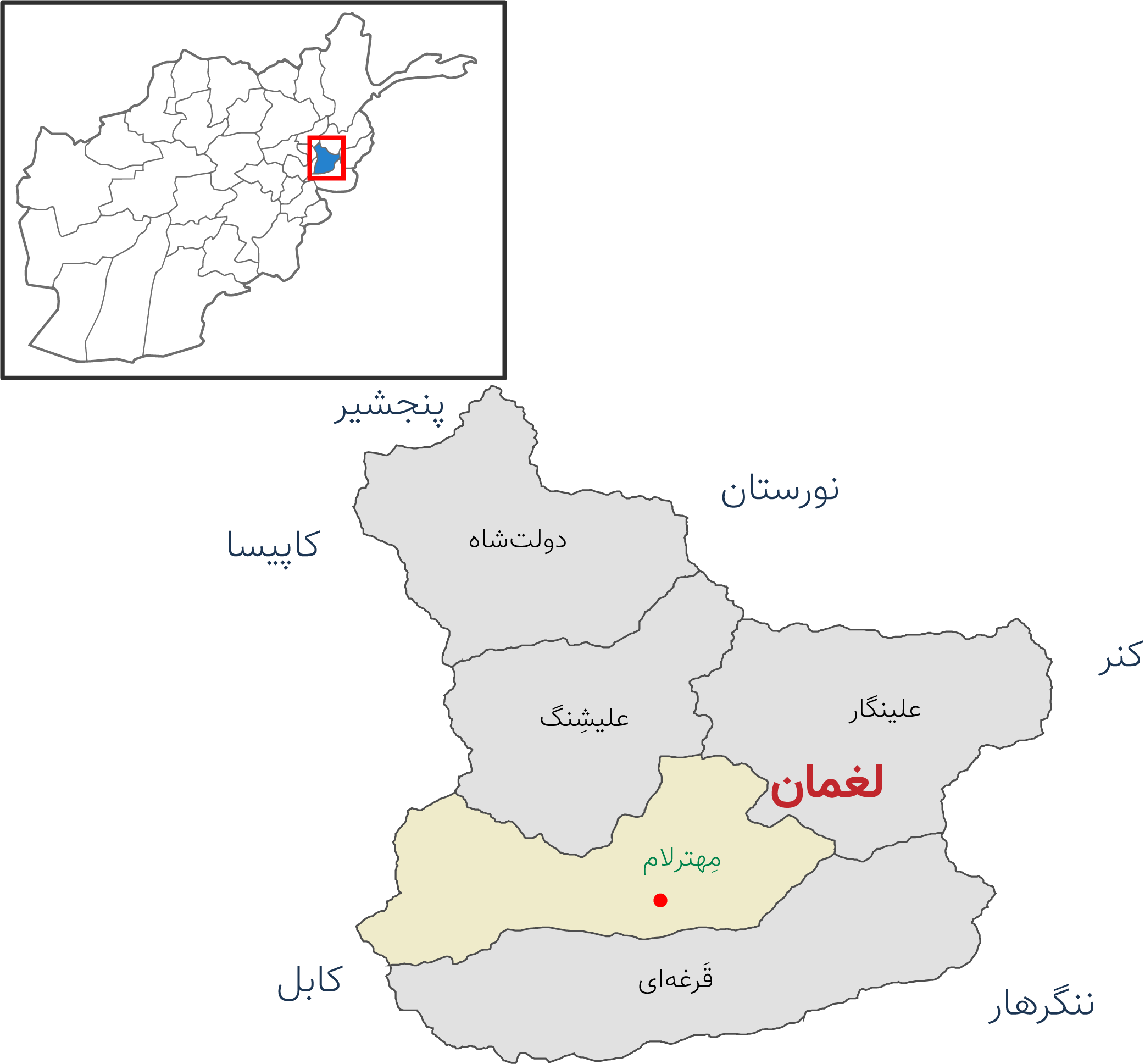
ولسوالی‌های لَغمان

- دولت‌شاه
- قَرغه‌ای
- علیشِنگ
- علینگار
- مِهترلام
- ولسوالی بادپش